# 屍羅 (魔戒)
尸罗（Shelob）是英國作家托爾金（J. R. R. Tolkien）小說《魔戒》內的虛構生物，在中土世界裡的一只雌性大蜘蛛；一般多認為她是昂哥立安的後代。在索伦來到魔多之前，“尸罗”就已居住在西力斯昂哥。在幽暗密林中，有著大量尸罗的后代。

## 小說
小說描述屍羅為昂哥立安在中土大陸僅存的後代，是「有著蜘蛛形體的邪惡力量」；她早在索倫來到魔多之前，就已於西力斯昂哥築巢，靠啜飲人類與精靈的血液維生。在第三紀元中期，索倫勢力重返魔多後，屍羅的食物來源大大減少，只能靠吃難吃的半獸人維生。咕嚕在首次進入魔多時結識了屍羅，還為她尋找獵物；西力斯昂哥之塔的半獸人稱屍羅為「女王大人」（Her Ladyship），而稱咕嚕為「她的寵物」（Her Sneak）。
而屍羅的後代數目也非常龐大，遍布了多爾哥多和幽暗密林。
魔戒聖戰期間，咕嚕有意引導佛罗多·巴金斯進入屍羅的巢穴，佛罗多使用凱蘭崔爾的水晶瓶在巢穴內逼退了屍羅。不過在兩人離開巢穴後，屍羅用毒针使佛罗多晕倒，山姆以精靈寶劍刺針奮勇對抗屍羅，成功击败她。

## 創作
作者托爾金童年時在南非曾被一隻有毒的大蜘蛛咬傷，保母幫他把毒液給吸了出來，所以許多人都認為這段經歷是托爾金筆下巨型蜘蛛的靈感來源:2。不過托爾金曾在信件中明確表示：
|  | 「诚然，佛罗多、山姆和咕噜所走的隧道被一只大蜘蛛把守着。人们尽可以猜测这跟我童年时被狼蛛咬过的经历是否有关（倘若果真有人会对此感兴趣的话）。我只能说，自己完全记不得有过这么一回事，还是别人告诉我，我才回忆起来；而且我并非特别不喜欢蜘蛛，也没有想要拍死它们的冲动。我甚至经常把蜘蛛从我的浴缸里救出来呢！」 |

1968年，托爾金在接受採訪時表示，女性的怪物肯定不會比男性更致命，但屍羅卻與眾不同。

## 改編
在彼得·傑克森執導的魔戒電影中，屍羅於《魔戒三部曲：王者再臨》登場。電影裡屍羅的外觀有部分是參照了紐西蘭的一種蜘蛛「tunnelweb」。傑克森表示自己很害怕蜘蛛，是一名「蜘蛛恐懼症」患者。
在華納兄弟互動娛樂發行的遊戲《中土世界：戰爭之影》中，屍羅的形象被改為美麗女性的模樣。
網路遊戲《天堂Lineage》中出過過同名的蜘蛛型怪物，中文被繹為「夏洛伯」。